# Seiji Hibino
Seiji Hibino (jap. 日比野 正嗣, Hibino Seiji; * 27. September 1952) ist ein japanischer Bogenschütze.
Hibino nahm an den Olympischen Spielen 1972 in München teil und beendete den Wettkampf im Bogenschießen auf Rang 29.
Hibino ist Physiker.